# Башимов, Марат Советович
Марат Советович Башимов (каз. Марат Советұлы Башимов, род. 11 августа 1963, Караганда) — казахстанский государственный деятель, член Комитета по законодательству и судебно-правовой реформе Мажилиса Парламента Республики Казахстан VIII созыва.

## Биография

### Образование
В 1991 году завершил обучение в Московском государственном университете имени М. В. Ломоносова, по специальности историк, преподаватель. В 1996 году защитил диплом Московского государственного университета имени М. В. Ломоносова по специальности «Правоведение», получил квалификацию «Юрист».
В 2008 году успешно защитил диссертацию по теме «Институт омбудсмена в Республике Казахстан и зарубежных странах».

### Трудовая деятельность
С 1995 по 1998 годы работал в должности старшего преподавателя кафедры правовых основ управления Института государственного управления МГУ им. М. В. Ломоносова, являлся также старшим научным сотрудником сектора теории конституционного права Института государства и права Российской академии наук.
С 1999 по 2001 годы — доцент, заведующий кафедрой теории и истории государства и права Евразийского национального университета имени Л. Н. Гумилева.
С 2001 по 2002 годы работал в аппарате парламента Республики казахстан, занимал должность заведующего одного из секретариатов Комитета.
В 2002 году назначен на должность директора Института Европейского права и прав человека, а с 2006 года — главным редактором республиканской правовой газеты «Человек и закон».
С 2010 по 2011 годы работал в должности начальника Академии финансовой полиции, а в 2022 году возглавил Общественный совет Агентства по противодействию коррупции Республики Казахстан.
Является членом Национального курултая, Комиссии по правам человека при Президенте Республики Казахстан, а также членом ряда научных и общественных организаций.
С 2022 года является председателем Комиссии по вопросам помилования при Президенте Республики Казахстан.
Кандидат в мастера спорта по самбо СССР (1984). 

## Выборные должности
В 2004 году выдвигал свою кандидатуру в депутаты Мажилиса Парламента Республики Казахстан, но избран не был.
С 28 марта 2023 года является депутатом Мажилиса Парламента Республики Казахстан VIII созыва. Выдвинут партией «Аманат» по партийным спискам. В Парламенте работает в должности члена Комитета по законодательству и судебно-правовой реформе.

## Награды
Награждён:
- Орденом «Курмет» (2019).
- Медалью «За трудовое отличие» (2012).

## Семья
Женат, воспитывает четверых детей.